# Besdali
Besdali (Azerbeidzjaans: Beşdəli) is een plaats in de regio Ağdaş in Azerbeidzjan.